# Диуретик
Диуретик или диуретика (лат. diuretica) је средство којим се побољшава излучивање мокраће из организма.
Таква дефиниција је доста широка јер су њоме обухваћене ствари које се не сматрају диуретицима. На пр. вода је диуретик јер пијење веће количине воде доводи до повећане диурезе, а такође диурезу повећавају алкохол и срчани гликозиди. Од пре је била позната диуретичка активност појединих пића и биљака. Због појачаног рада срца, кофеин је био препознат као диуретик. Многе биљке такође имају диуретичко деловање - пиревина, бреза, раставић, зечји трн, коприва. Многе од тих биљака и данас се користе као биљни диуретици. 